# Eurydema fieberi
Espèce
Eurydema fieberi est une espèce d'insectes hémiptères hétéroptères (punaises) de la famille des Pentatomidae.

## Distribution
Cette espèce se rencontre dans l'ensemble du paléarctique, de la Méditerranée à la Chine, mais de manière morcelée. Elle est en régression en Europe. Elle a disparu de Moravie après 1952 notamment avec le début de l'utilisation du pesticide DDT.  
En France, elle ne se rencontre que sur des reliefs méditerranéens, de l'Hérault aux Alpes maritimes, et elle reste rare (connue d'une trentaine de localités en France).  

## Description
Elle mesure entre 7 et 8,8 mm, de couleur noir métallisé et clair (rouge à blanc-jaune). Le pronotum est entouré d'un liseré clair, avec une ligne médiane, plus large sur les côtés et le bord postérieur que sur le bord antérieur (critère distinctif). Le scutellum est bordé latéralement de clair rejoignant parfois l'apex également clair, formant alors un « Y ». L'exocorie est claire dans son tiers basal, et la corie présente deux taches claires, dont la supérieure est en contact avec la tache claire de l'exocorie (critère distinctif). 

## Biologie
Elle aime les endroits rocailleux, pierriers, plateaux calcaires, garrigues et pelouses sub-steppiques, entre 700 et 1 250 mètres d'altitude, parfois plus haut dans les Alpes du Sud. 
Ses plantes nourricières sont des Brassicaceae : Iberis, ainsi que Biscutella laevigata, Sinapis alba, Isatis tinctoria, Draba verna, Aurinia saxatilis, Sisymbrium spp., Thlaspi spp., Barbarea vulgaris.

## Taxonomie et systématique
Cette espèce a été décrite en 1837 par l'entomologiste allemand Theodor Emil Schummel (d) (1786-1848), qui l'a dédiée à l'entomologiste tchèque Franz Xaver Fieber (1807-1872). 
Elle est classée dans la sous-famille des Pentatominae, la tribu des Strachiini, et le sous-genre Horvatheurydema.
Certains auteurs considèrent que l'espèce Eurydema rotundicollis est une variante d'altitude d’Eurydema fieberi. 